# フォキス
座標: 北緯38度30分00秒 東経22度15分00秒 / 北緯38.50000度 東経22.25000度

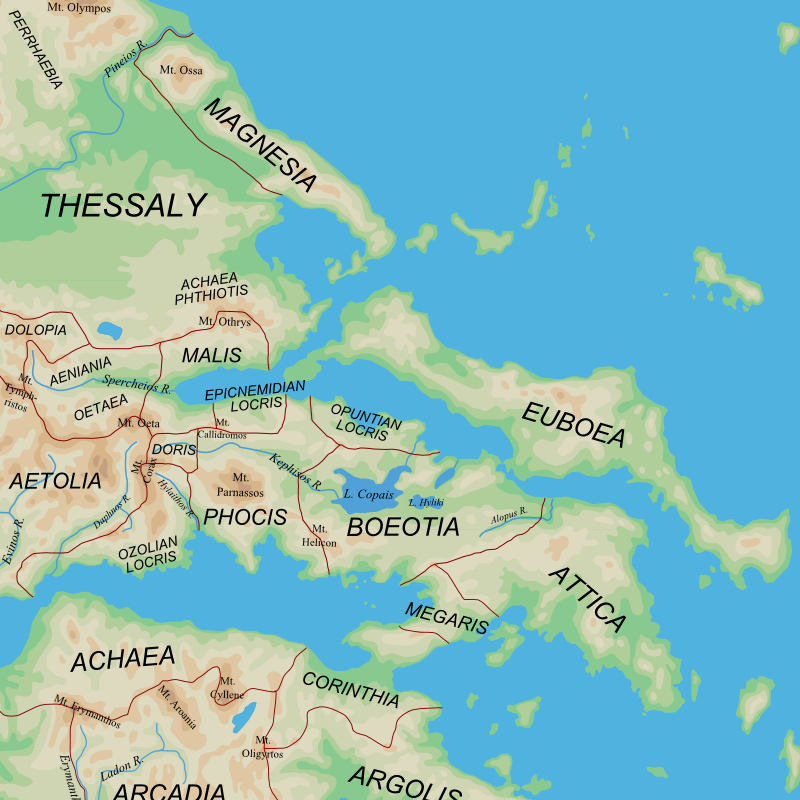
古代ギリシャの地方図

ポーキス（古代ギリシア語: Φωκίς）は、コリンティアコス湾の北部にあった、古代ギリシアの一地方。現代音（カサレヴサ）ではフォキス。名称は現在のフォキダ県（フォキス県）に受け継がれているが、範囲は必ずしも一致しない。
ポーキスという名前は、ポセイドーンの子でこの国の創設者である神話の登場人物ポーコス（Phocus. アイアコスとプサマテーの子供とは別人）に由来する。

## 地理
古代のポーキスは1,619 km2の広さで、西は西ロクリス（en:Ozolian Locris）とドーリス（en:Doris (Greece)）、北は東ロクリス（en:Opuntian Locris）、東はボイオーティア、南はコリンティアコス湾と接していた。また、この国の中央を横断するパルナッソス山（標高2,459 m）の巨大な隆起により、2つの異なる部分に分かれていた。物質的資源に恵まれているわけでも貿易に向いた場所でもなく、もっぱら牧歌的なところで、成長した大都市もなかったが、戦略的には重要な場所だった。

## 歴史

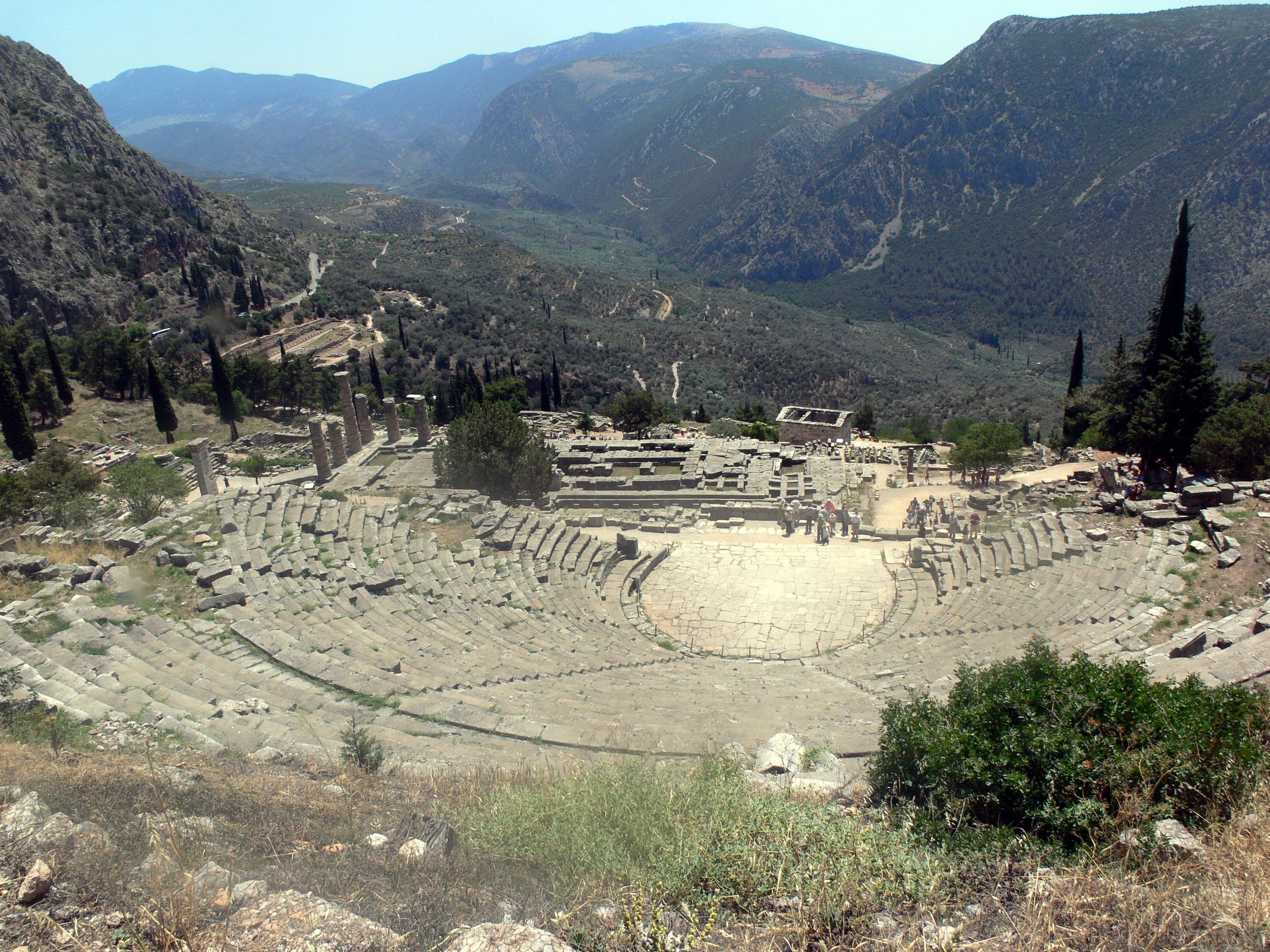
デルポイのアポロ劇場

古代のポーキスの初期の歴史ははっきりしない。紀元前480年にアケメネス朝ペルシア王国の侵略を受けた時、ポーキス人ははじめて一丸となって国を守った。しかし、テルモピュライの戦いでの優柔不断な行為によって、ギリシアに対して立場を失くしてしまい、プラタイアの戦いではペルシアの側についた。紀元前457年、ドーリス領内のケフィソス川の源流まで影響を広げようとしたことが、「ドーリア人の母都」防衛の名目でスパルタ軍のポーキス侵攻を招いた。紀元前448年にもデルポイに対して同様のことを行ったが、この時もスパルタによって計画は挫折した。しかしその後間もなく、紀元前454年に同盟に加入したアテナイの援助を受け、この聖域を占領した。しかし、アテナイの陸の制覇権が衰えると、その影響で同盟関係も弱まった。ペロポネソス戦争の時には、ポーキスは名目上スパルタの同盟国・属領で、デルポイの支配権も既に失っていた。
紀元前4世紀には、ポーキスは隣国ボイオーティアによって絶え間ない危険にさらされた。コリントス戦争でスパルタのボイオーティア侵攻を支援した後（ 紀元前395年 - 紀元前394年）、ポーキスは守勢な立場に置かれた。紀元前380年にはスパルタの助力を得ていたが、その後は国力を増大するテーバイへの服従を強いらされた。ポーキス兵はエパメイノンダスのペロポネソス半島侵略に参加した。しかしマンティネイア（en:Mantineia）での最後の戦闘（紀元前370年 - 紀元前362年）は例外で、そこに分遣団を送るのを差し控えた。その怠慢の報復に、テーバイは宗教的な論争をしつこくけしかけ、隣保同盟の会議にポーキスへの刑罰の判決を出させた（紀元前365年）。追い詰められたポーキスは窮鼠猫を噛むが如く、フィロメロスとその弟オノマルコスといった有能な将軍に率いられて、デルポイを占拠し、その富を使って傭兵軍を雇った。ポーキス同盟の軍隊の助けを借り、ポーキスはまずボイオーティアとテッサリアまで攻め入ったが、マケドニア王国のピリッポス2世によってテッサリアから追い払われた。しかし、国自体は、神殿の宝の枯渇と指導者たちの裏切りがピリッポスの慈悲に委ねられるまでの10年間、維持された。ピリッポス2世は、寺院の財産の返還と囲いのない村々への人口の分散の義務を条件として課したが、それはすぐに無視された。紀元前339年、ポーキスは都市群を再建しだし、翌年にはカイロネイアの戦いでピリッポス2世と戦った。紀元前323年にはラミア戦争に参加しアンティパトロスと戦い、紀元前279年にはガラティアからテルモピュライを守るのを支援した。
それ以後、ポーキスの名前はあまり歴史に出てこない。紀元前3世紀にマケドニアおよびアイトリア同盟の権力下に入り、紀元前196年にははっきりと併合された。共和政ローマの支配下で、その国家同盟は解体したが、アウグストゥスによって再生した。アウグストゥスはそのうえポーキスに、紀元前346年に失っていたデルポイの隣保同盟の議決権を復活させ、新しいアカイア人の会議への参加を許した。ポーキス同盟の名が聞かれた最後は、トラヤヌスの時だった。